# Hilti
Hilti este o companie producătoare de unelte pentru construcții din Liechtenstein.
Grupul Hilti are aproximativ 20.000 de angajați și desfășoară activități în peste 120 de țări.
Compania este prezentă și în România, unde a avut afaceri de 7 milioane de euro în anul 2007.